# Auguste Van der Brugge
Auguste Oscar Van der Brugge (Gent, 26 maart 1877 - 17 juni 1944) was een Belgisch volksvertegenwoordiger.

## Levensloop
Van der Brugge was vakbondssecretaris.
Hij werd in 1921 verkozen als gemeenteraadslid van Gent en bleef dit tot in 1930. In 1929 werd hij ook provincieraadslid.
In 1922 werd hij socialistisch volksvertegenwoordiger voor het arrondissement Gent, in opvolging van de overleden Jean-Baptiste Lampens. Hij vervulde dit mandaat slechts tot 13 juni 1923 en werd toen opgevolgd door Rudolf Vercammen.